# 柳比米夫卡河
柳比米夫卡河（烏克蘭語：Любимівка），是位於烏克蘭中部的河流，屬於卡米舍瓦塔蘇拉河的左支流。該河流經第聶伯羅彼得羅夫斯克州的希日涅、納塔利夫卡和巴甫利夫卡，河道全長20公里。